# Ruminghem
Ruminghem (niederländisch: Rumingem) ist eine französische Gemeinde mit 1.607 Einwohnern (Stand: 1. Januar 2022) im Département Pas-de-Calais in der Region Hauts-de-France. Sie gehört seit 2017 zum Arrondissement Calais (zuvor Saint-Omer) und zum Kanton Marck (bis 2015: Kanton Audruicq). Die Einwohner werden Ruminghemois genannt.

## Geographie
Ruminghem liegt etwa 23 Kilometer südöstlich von Calais. Die Gemeinde gehört zum Regionalen Naturpark Caps et Marais d’Opale. Im Norden begrenzt der Canal de Calais die Gemeinde, im Osten der kanalisierte Fluss Aa die Gemeinde. Umgeben wird Ruminghem von den Nachbargemeinden Sainte-Marie-Kerque im Norden, Saint-Pierre-Brouck im Nordosten, Holque im Osten, Éperlecques im Süden sowie Muncq-Nieurlet im Westen.
| Bevölkerungsentwicklung   | Bevölkerungsentwicklung | Bevölkerungsentwicklung | Bevölkerungsentwicklung | Bevölkerungsentwicklung | Bevölkerungsentwicklung | Bevölkerungsentwicklung | Bevölkerungsentwicklung | Bevölkerungsentwicklung |
| ------------------------- | ----------------------- | ----------------------- | ----------------------- | ----------------------- | ----------------------- | ----------------------- | ----------------------- | ----------------------- |
| Jahr                      | 1962                    | 1968                    | 1975                    | 1982                    | 1990                    | 1999                    | 2006                    | 2013                    |
| Einwohner                 | 1012                    | 968                     | 927                     | 1019                    | 1120                    | 1163                    | 1427                    | 1640                    |
| Quelle: Cassini und INSEE |                         |                         |                         |                         |                         |                         |                         |                         |

## Sehenswürdigkeiten
- Kirche Saint-Martin aus dem Jahre 1806
- frühere Windmühle, heute bei Villeneuve-d'Ascq
- Chinesischer Friedhof

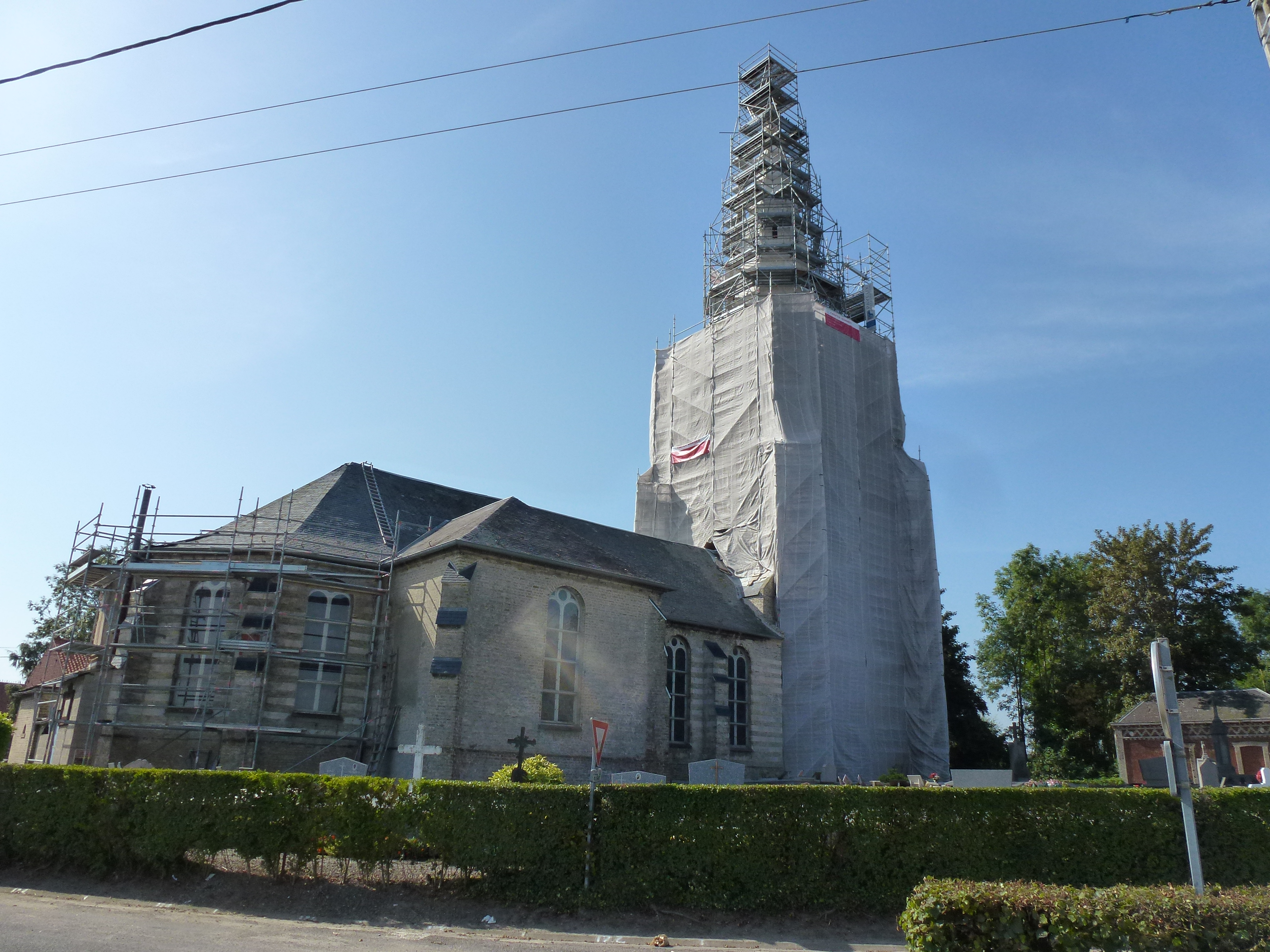
Kirche Saint-Martin

## Persönlichkeiten
- Roger Milliot (1943–2010), Radrennfahrer